# Massimo Ficcadenti
Massimo Ficcadenti (Fermo, 6 november 1967) is een Italiaans voormalig voetballer die als middenvelder speelde.

## Carrière
Ficcadenti begon zijn carrière in 1985 bij SS Sambenedettese Calcio en speelde tussen 1989 en 1992 voor ACR Messina. Hij tekende in 1992 bij Hellas Verona. In 1996 eindigde de club tweede in de Serie B en promoveerde de club naar de Serie A. Hij tekende in 1997 bij Torino FC. In 1999 eindigde de club tweede in de Serie B en promoveerde de club naar de Serie A. Ficcadenti beëindigde zijn spelersloopbaan in 2001.